# Cianide
Cianide ist eine US-amerikanische Death-Doom- und Death-Metal-Band aus Chicago, Illinois, die im Jahr 1988 gegründet wurde.

## Geschichte
Die Band wurde im Jahr 1988 von dem Sänger und Bassisten Mike Perun und dem Gitarristen Scott Carroll gegründet. Es folgten die ersten beiden Demos Funeral und Second Life, ehe Jeff Kabella als neuer Schlagzeuger zur Band kam. Daraufhin folgte über Grind Core International das Debütalbum The Dying Truth im Jahr 1992, dem sich 1994 A Descent Into Hell anschloss. Hierauf war auch eine Coverversion von Slaughters Death Dealer enthalten. Nachdem Schlagzeuger Kabella durch Andy Kuizin ersetzt worden war, begab sich die Band Ende 1995 ins Studio, um das Demo Rage War aufzunehmen, das 1996 erschien und später bei Cyronics Records wiederveröffentlicht werden sollte. Im Folgejahr erschien das nächste Album Death, Doom and Destruction, worauf Jim Bresnahan als zweiter Gitarrist enthalten war. Über Merciless Records folgte im Jahr 2000 das Album Divide and Conquer. Danach verließ Bresnahan die Band wieder, wodurch die Gruppe wieder auf ein Trio zusammenschrumpfte. Im Jahr 2005 folgte das nächste Album Hell’s Rebirth, dem sich das 2011er Album Gods of Death anschloss.

## Stil
Laut Allmusic sei die Band stark durch Gruppen wie Hellhammer, Celtic Frost, Venom und Death beeinflusst worden. Laut Gregor Arndt vom Metal Hammer spiele die Band auf A Descent into Hell Old-School-Death-Metal, wobei die Musik „so aktuell und originell“ sei, „wie Hellhammer es 1994 wären“. Laut Robert Müller vom Metal Hammer spiele die Band auf Hell’s Rebirth klassischen Death Metal, wobei Cianide immer wieder in den Doom Metal abgleite.

## Diskografie
- 1990: Funeral (Demo, Eigenveröffentlichung)
- 1991: Second Life (Demo, Eigenveröffentlichung)
- 1992: The Dying Truth (Album, Grind Core International)
- 1993: Cianide Kills (Demo, Eigenveröffentlichung)
- 1994: A Descent into Hell (Album, Red Light Records)
- 1996: Rage War (Demo, Eigenveröffentlichung)
- 1997: Death, Doom and Destruction (Album, Lost Horizon Records)
- 1997: Headbangers Against Disco Vol. 3 (Split mit Iron Rainbow und Teror Squad, Primitive Art Records)
- 1998: Promo 1998 (Demo, Eigenveröffentlichung)
- 1998: The Truth (Single, Lost Horizon Records)
- 1999: Live in Studio (Demo, Eigenveröffentlichung)
- 2000: Divide and Conquer (Album, Merciless Records)
- 2000: Nunslaughter / Cianide (Split mit NunSlaughter, Merciless Records)
- 2004: Dead and Rotting (Kompilation, From Beyond Productions)
- 2005: Hell’s Rebirth (Album, From Beyond Productions)
- 2005: Cianide / Machetazo (Split mit Machetazo, From Beyond Productions)
- 2006: Ashes to Dust (Kompilation, From Beyond Productions)
- 2007: Chicago Metal Hell (Split mit Malas, Hellrealm und Terror Throne, Nuclear War Now! Productions)
- 2007: Coffins / Cianide (Split mit Terror Throne, Sempiternal Productions)
- 2011: Gods of Death (Album, Hells Headbangers Records)